# Glogowo-Passage
Die Glogowo-Passage (bulgarisch проток Глогово protok Glogowo) ist eine 110 m breite Meerenge vor dem nordwestlichen Ausläufer von Greenwich Island im Archipel der Südlichen Shetlandinseln. In der Gruppe der Meade-Inseln trennt sie Zverino Island im Westsüdwesten von Cave Island im Ostnordosten.
Britische Wissenschaftler kartierten sie 1968, bulgarische 2009. Die bulgarische Kommission für Antarktische Geographische Namen benannte sie 2013 nach der Ortschaft Glogowo im Norden Bulgariens.